# Dore Schary
Isadore Schary, detto Dore (Newark, 31 agosto 1905 – New York, 7 luglio 1980), è stato uno sceneggiatore e produttore cinematografico statunitense.
Ha vinto l'Oscar al miglior soggetto insieme a Eleanore Griffin nell'ambito dei Premi Oscar 1939 per La città dei ragazzi.
Ha all'attivo anche un film da regista, Act One (1963).

## Filmografia parziale

### Sceneggiatore
- Let's Talk It Over (1934)
- Most Precious Thing in Life (1934)
- Young and Beautiful (1934)
- Murder in the Clouds (1934)
- Mississippi (1935) - contributi; non accreditato
- Racing Luck (1935)
- Chinatown Squad (1935)
- The Raven (1935) - non accreditato
- Silk Hat Kid (1935)
- Your Uncle Dudley (1935)
- Come Don Chisciotte (Timothy's Quest) (1936)
- Song and Dance Man (1936)
- Outcast (1937)
- The Girl from Scotland Yard (1937)
- La grande città (Big City) (1937)
- Ladies in Distress (1938)
- La città dei ragazzi (Boys Town) (1938)
- Balla con me (Broadway Melody of 1940) (1940) - storia originale
- Tom Edison giovane (Young Tom Edison) (1940)
- Il romanzo di una vita (Edison, the Man) (1940)
- Behind the News (1940)
- Married Bachelor (1941)
- Here Comes Kelly (1943)
- It's a Big Country: An American Anthology (1951)
- The Battle of Gettysburg (1955)
- Non desiderare la donna d'altri (Lonelyhearts) (1958)
- Sunrise at Campobello (Sunrise at Campobello) (1960)

### Produttore
- Un americano qualunque (Joe Smith, American) (1942) - non accreditato
- Journey for Margaret (1942) - non accreditato
- Bataan (1943) - produttore esecutivo; non accreditato
- Torna a casa, Lassie! (Lassie Come Home) (1943) - non accreditato
- Al tuo ritorno (I'll Be Seeing You) (1944)
- La scala a chiocciola (The Spiral Staircase) (1945)
- Anime ferite (Till the End of Time) (1946)
- La moglie celebre (The Farmer's Daughter) (1947)
- Vento di primavera (The Bachelor and the Bobby-Soxer) (1947)
- La prossima voce (The Next Voice You Hear...) (1950)
- Donne verso l'ignoto (Westward the Women) (1951)
- Gli avventurieri di Plymouth (Plymouth Adventure) (1952)
- La sposa sognata (Dream Wife) (1953)
- Femmina contesa (Take the High Ground!) (1953)
- Giorno maledetto (Bad Day at Black Rock) (1955)
- Il cigno (The Swan) (1956)
- L'ultima caccia (The Last Hunt) (1956)
- La donna del destino (Designing Woman) (1957)
- Non desiderare la donna d'altri (Lonelyhearts) (1958)
- Sunrise at Campobello (Sunrise at Campobello) (1960)